# Pseudanthias bimarginatus
Pseudanthias bimarginatus är en fiskart som beskrevs av Randall 2011. Pseudanthias bimarginatus ingår i släktet Pseudanthias och familjen havsabborrfiskar. Inga underarter finns listade i Catalogue of Life.